# Rubécourt-et-Lamécourt
Rubécourt-et-Lamécourt is een voormalige gemeente in het Franse departement Ardennes in de regio Grand Est. De gemeente maakte deel uit van het arrondissement Sedan.

## Geschiedenis
De plaatsen Lamécourt en Rubécourt fuseerden in 1793 tot de gemeente Rubécourt-et-Lamécourt.. Deze gemeente maakte deel uit van het kanton Sedan-Est tot het werd opgeheven op 22 maart 2015 en de gemeente werd opgenomen in het op die dag gevormde kanton Sedan-3. Op 1 januari 2017 werden de gemeenten Rubécourt-et-Lamécourt en Villers-Cernay opgeheven en opgenomen in de gemeente Bazeilles.

## Geografie
De oppervlakte van Rubécourt-et-Lamécourt bedraagt 4,6 km², telt 172 inwoners (1999) en de bevolkingsdichtheid is 37,4 inwoners per km².
De onderstaande kaart toont de ligging van Rubécourt-et-Lamécourt met de belangrijkste infrastructuur en aangrenzende gemeenten.

## Demografie
Onderstaande figuur toont het verloop van het inwonertal (bron: INSEE-tellingen).

Vanwege een beveiligingsprobleem met de MediaWiki Graph-software is het momenteel niet mogelijk deze grafiek weer te geven. Zodra de software is bijgewerkt zal de grafiek vanzelf weer zichtbaar worden.

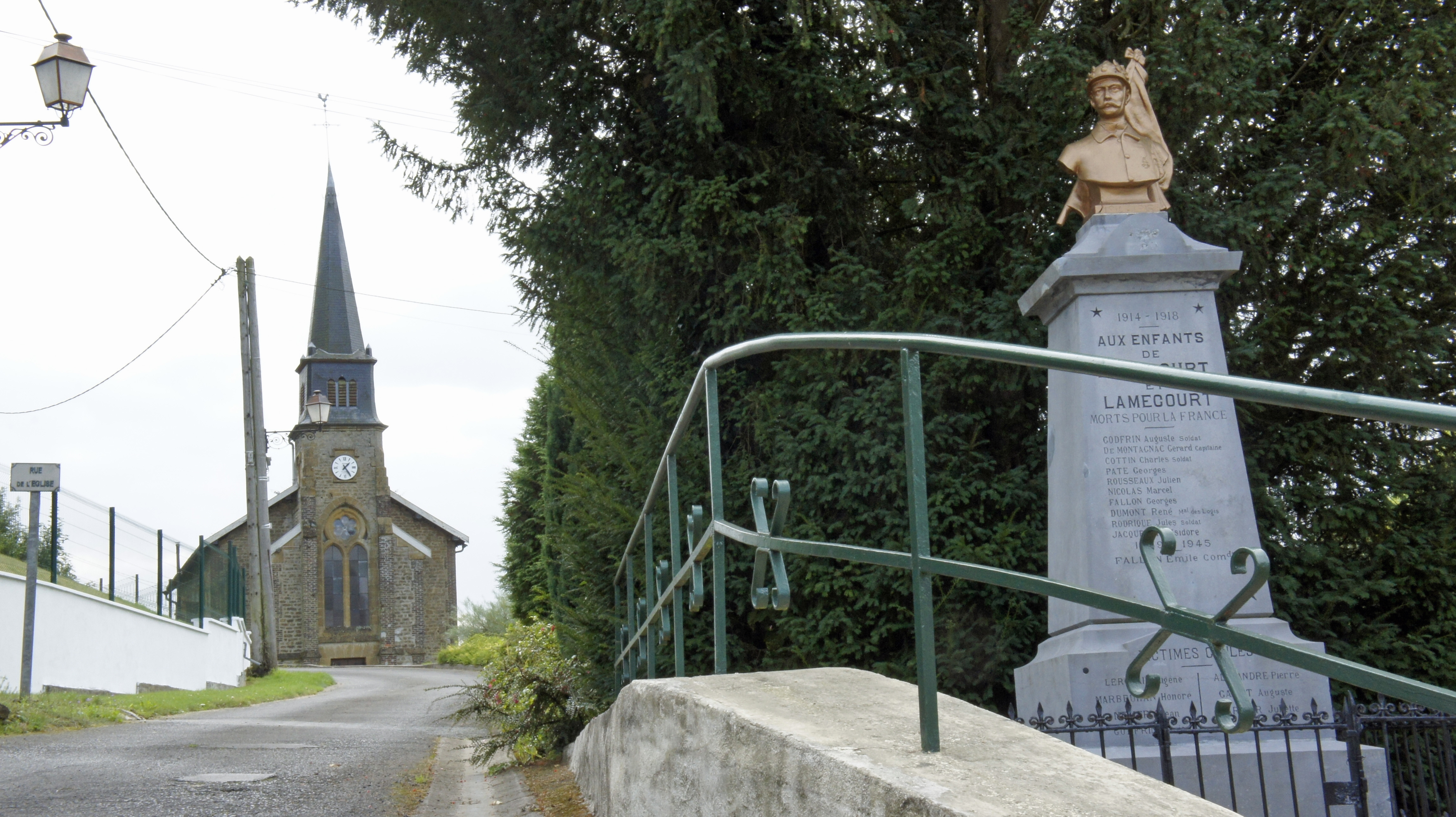
Kerk en oorlogsmonument in Rubécourt
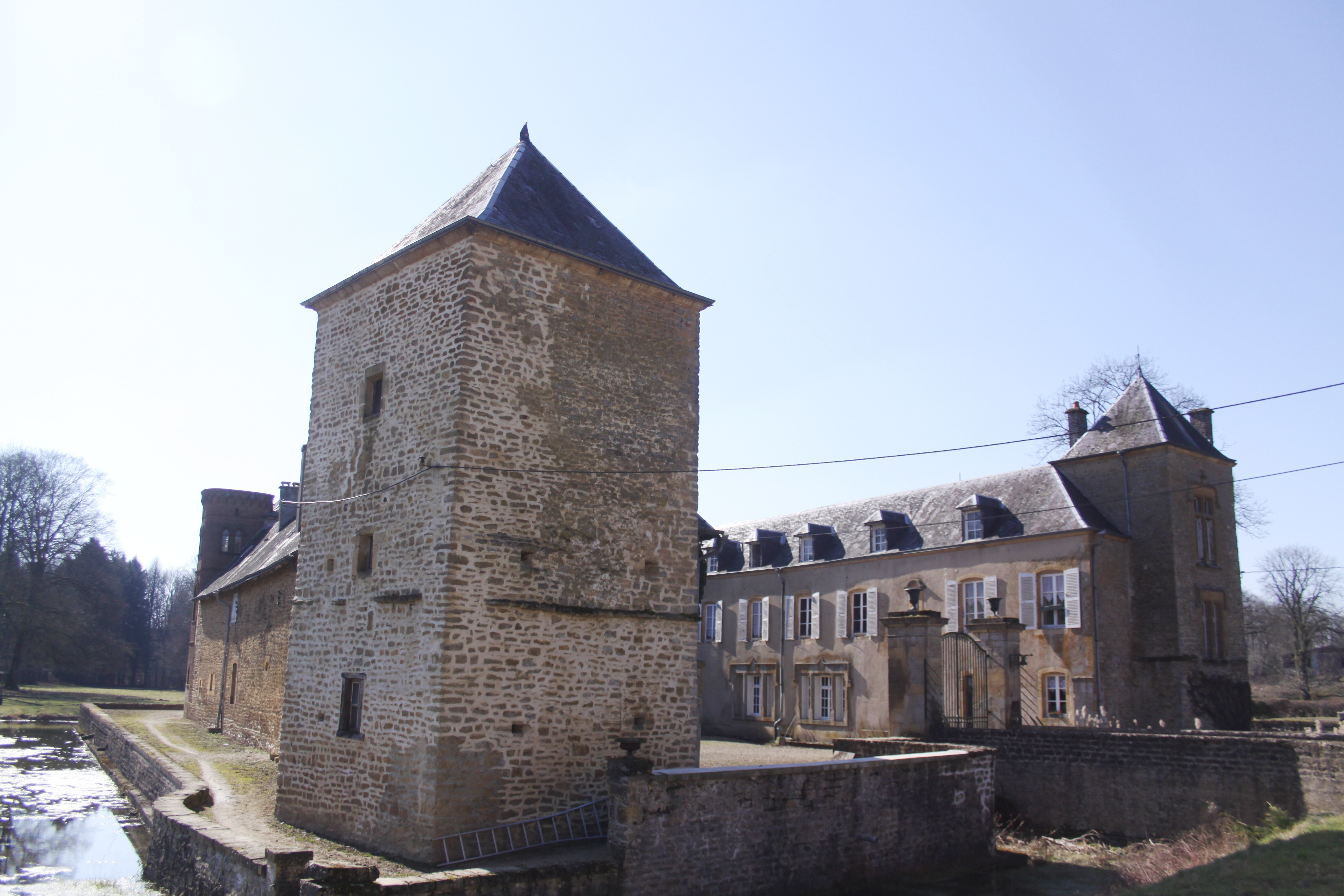
Kasteel Lamécourt